# منتخب كازاخستان لكرة السلة للسيدات
منتخب كازاخستان الوطني لكرة السلة للسيدات (الروسية: Женская сборная Казахстана по баскетболу) هو ممثل كازاخستان الرسمي في المنافسات الدولية في كرة السلة للسيدات.